# Wilhelm Adolf zu Rantzau
Wilhelm Adolf zu Rantzau (* 1688; † 1734 in Akershus) war 4. und letzter Reichsgraf zu Rantzau und Mitglied der Breitenburger Linie der adligen Familie Rantzau in Schleswig-Holstein. Er war der jüngere Bruder des 3. Reichsgrafen Christian Detlev zu Rantzau, an dessen Ermordung er beteiligt gewesen sein soll.

## Der Bruder des 3. Reichsgrafen
Wilhelm Adolf übernahm die Verwaltung der Reichsgrafschaft Rantzau, nachdem sein siebzehn Jahre älterer Bruder 1715 wegen des Vorwurfs homosexueller Handlungen in Berlin verhaftet und anschließend in Spandau inhaftiert worden war. Der ältere Bruder hatte eine Anzahl Streitigkeiten mit dem dänischen Königshaus verursacht und war aufgrund seines kostspieligen Lebensstils und seiner recht despotischen Herrschaft in der Grafschaft gefürchtet. Wilhelm Adolf, der sich schon bald nach seinem Regierungsantritt regierender Graf und nicht mehr nur Administrator nannte, heiratete 1715 die Uetersener Stiftsdame Charlotta Louisa von Sayn-Wittgenstein. Er soll sich der Bevölkerung gegenüber wohlwollender verhalten haben als sein Bruder. So entstand etwa auf seine Veranlassung 1717/1718 der schon von seinem 1697 verstorbenen Vater geplante Neubau der Heiligen-Geist-Kirche in Barmstedt. 1720 wurde Christian Detlev aus der Haft entlassen und kehrte auf das Barmstedter Schloss Rantzau zurück, begleitet von 50 in Hamburg angeworbenen Männern, die ihm als bewaffnete Garde dienten. Der ältere Bruder führte seinen früheren Lebensstil fort und machte sich so weiter unbeliebt.

## Der Mord und die Verhandlung

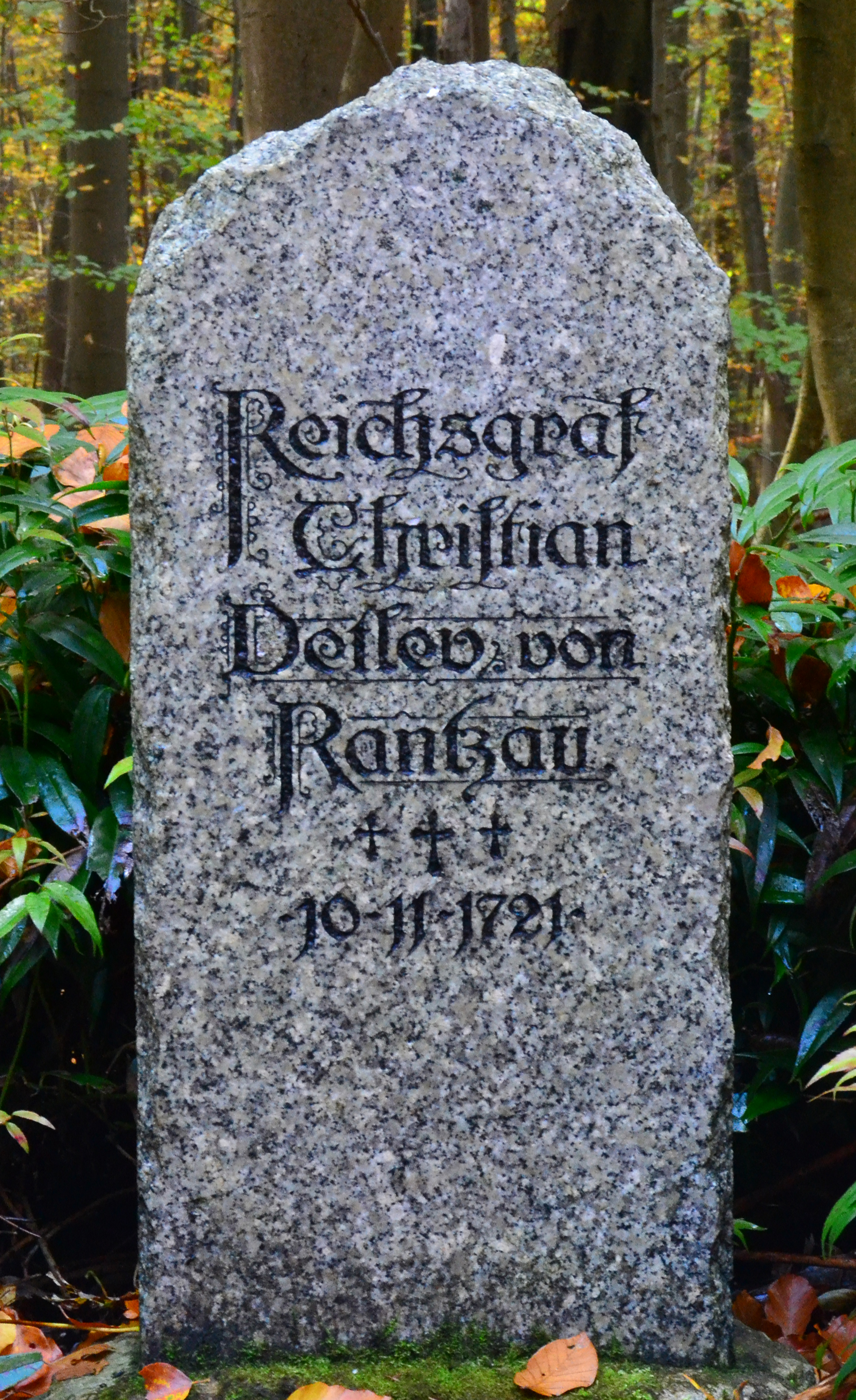
Der Gedenkstein an Christian Detlev zu Rantzau im Voßlocher Wald

Am 10. November 1721 befand sich Christian Detlev in der Nähe der Schlossinsel auf der Jagd, als er von hinten niedergeschossen wurde und an seinen Verletzungen starb. Sein Bruder Wilhelm Adolf zu Rantzau befahl sofort Staatstrauer und ließ Ermittlungen zum Mord anstellen. Da Christian Detlev keine Nachkommen hinterlassen hatte, brach er nach Kopenhagen auf, um sich vom dänischen König als offiziellen Erben für die dänische Lehnsgrafschaft Löwenholm einsetzen zu lassen. Für die Reichsgrafschaft Rantzau konnte er sich auf das Wiener Doppeldiplom von 1650 verlassen, das ihn mit fürstengleichen Privilegien ausstattete, welches aber ebenfalls bestätigt werden musste. Während der Reise informierte man Wilhelm Adolf darüber, dass er als Drahtzieher des Mordes verdächtigt würde. Wilhelm Adolf kehrte sofort um und flüchtete, in Bauernkleidung verhüllt, über Holstein mit Ziel Hamburg. Währenddessen wurde sein Gut in Drage bereits auf Befehl Friedrichs IV. besetzt. In der Nähe von Pinneberg, also auf königlich-dänischem Gebiet, wurde Wilhelm Adolf im Frühjahr 1722 festgenommen und wurde anschließend nach Rendsburg verbracht. Dort wurde ihm und einem Kreis ihm ergebener Männer der Prozess aufgrund des angeblichen Brudermords gemacht. Wilhelm Adolf konnte zwar nicht des tödlichen Schusses bezichtigt werden, doch verurteilte man ihn als Anstifter zu einer Geldstrafe von 20.000 Reichstalern und inhaftierte ihn ab 1726 bis an sein Lebensende in der Festung Akershus bei Oslo. Als ausführender Täter wurde der Sohn des ehemaligen Elmshorner Kirchspielvogts, Detlev Prätorius, verurteilt und 1725 hingerichtet, weitere vermeintliche Mitwisser und -täter wurden öffentlich ausgepeitscht, gebrandmarkt und in der Festung Rendsburg lebenslänglich an die Karre geschmiedet.

## Die ungelöste Täterfrage
Bis in die Gegenwart ist nicht gänzlich geklärt, ob Wilhelm Adolf die Verantwortung für den Mord an seinem Bruder trug. Immerhin machte er sich durch seine überstürzte Flucht verdächtig und die Zwistigkeiten zwischen den Brüdern waren weitläufig bekannt. Bedenken muss man aber auch, dass der Mord dem dänischen König Friedrich IV. gelegen kam, immerhin hatte auch er seine Streitereien mit Christian Detlev und profitierte von der Entmachtung Wilhelm Adolfs. In einem illegalen Testamentsvertrag, der die Kompetenz des Kaisers ignorierte, war 1669 festgelegt worden, dass die Reichsgrafschaft Rantzau im Falle eines fehlenden männlichen Erben "zurück" an den dänischen König fallen sollte, der die Reichsgrafschaft ja überhaupt nicht eingerichtet hatte. Da Christian Detlev keine Nachkommen hatte, war nach Reichsrecht der kinderlos mit Charlotta Louisa von Sayn-Wittgenstein verheiratete Wilhelm Adolf mit dem Tod des älteren Bruders der vierte Reichsgraf. Auch die von Friedrich IV. durchgeführte Konfiskation der Reichsgrafschaft und der Güter Drage, Breitenburg und Rantzau war rechtswidrig, wie die Prozesse beweisen, die Wilhelm Adolfs Schwester Catharina Gräfin zu Rantzau (1683–1743) um die Reichsgrafschaft, sowie die Güter Drage und Breitenburg erfolgreich führte. Gegen Übernahme der Prozesskosten (230.000 Reichsthaler, in heutiger Währung eine Millionensumme) wurde ihr alles restituiert. Um die Summe aufzubringen, war sie allerdings gezwungen, Drage zu verkaufen.